# نام کول
نام کول (کوهدشت)، روستایی از توابع بخش کوهنانی شهرستان کوهدشت در استان لرستان ایران است. مردمان این روستا به زبان لکی سخن میگویند.

## جمعیت
این روستا در دهستان زیرتنگ قرار دارد و براساس سرشماری مرکز آمار ایران در سال ۱۳۸۵، جمعیت آن ۷۲۴ نفر (۱۵۱خانوار) بوده‌است.